# Kanton Brest-3
Der Kanton Brest-3 (bretonisch gleicher Name) ist seit 2015 ein französischer Wahlkreis im Arrondissement Brest, im Département Finistère und in der Region Bretagne; sein Hauptort ist Brest. 

## Geschichte
Der Kanton entstand mit der Neuordnung der Kantone in Frankreich im Jahr 2015. Er besteht aus Teilen der Stadt Brest. Diese liegen im Süden der Stadt westlich des Flusses Penfeld bis hin zum Meer. Hinzu kommt noch die Gemeinde Plouzané.

## Lage
Der Kanton liegt im Nordwesten des Départements Finistère. 

## Gemeinden
Der Kanton besteht aus zwei Gemeinden und Teilgemeinden mit insgesamt 32.110 Einwohnern (Stand: 1. Januar 2022) auf einer Gesamtfläche von 46,18 km²:
| Gemeinde       | Bretonisch | Einwohner (2022) | Fläche (km²) | Code postal | Code Insee |
| -------------- | ---------- | ---------------- | ------------ | ----------- | ---------- |
| Brest          | Brest      | 18.673           | 13,04        | 29200       | 29019      |
| Plouzané       | Plouzane   | 13.437           | 33,14        | 29280       | 29212      |
| Kanton Brest-3 | Brest-3    | 32.110           | 46,18        | -           | 2903       |

1. ↑  Nur der westliche Teil der Gemeinde, der Rest verteilt sich auf die Kantone Brest-1, Brest-2, Brest-4 und Brest-5.

## Politik
Im 1. Wahlgang am 22. März 2015 erreichte keines der sechs Wahlpaare die absolute Mehrheit. Bei der Stichwahl am 29. März 2015 gewann das Gespann Florence Cann/Marc Labbey (beide PS) gegen Maxime Bailliache/Michèle Languille (beide FN) mit einem Stimmenanteil von 70,63 % (Wahlbeteiligung:46,04 %).
| Vertreter im conseil général des Départements | Vertreter im conseil général des Départements | Vertreter im conseil général des Départements |
| Amtszeit                                      | Name                                          | Partei                                        |
| --------------------------------------------- | --------------------------------------------- | --------------------------------------------- |
| 2015–2021                                     | Florence Cann Marc Labbey                     | PS                                            |
| 2021–                                         | Yves Du Buit Emmanuelle Tournier              | DVD LREM                                      |